# Tomáš Černý (polityk)
Tomáš Černý (ur. 6 sierpnia 1840 w Nymburku, zm. 22 lutego 1909 w Pradze) – czeski prawnik i polityk, burmistrz Pragi w latach 1882–1885.

## Życiorys
Od 9 roku życia mieszkał w Pradze. Ukończył w tym mieście gimnazjum i Uniwersytet Karola. W 1867 brał udział (wraz z m.in. Františkiem Palackým i Františkiem Ladislavem Riegerem) w wystawie etnograficznej w Moskwie. Po stażu u znanego praskiego prawnika doktora Josefa Františka Friča, w 1869 otworzył własną kancelarię adwokacką. Od 1863 roku był wiceprezesem, a w latach 1872–1882 prezesem towarzystwa Sokół w Pradze. 
Od 1871 zasiadał w radzie miejskiej Pragi, a w 1879 został zastępcą burmistrza miasta. W 1882 został wybrany na urząd burmistrza. Podczas swojej mowy nazwał Pragę „złotą i słowiańską”, co wywołało protesty ze strony niemieckich członków rady miasta. Podczas jego kadencji, w 1884 uruchomiono w Pradze eksperymentalną elektrownię w dzielnicy Žižkov oraz eksperymentowano z oświetleniem elektrycznym na Rynku Staromiejskim. Podczas jego kadencji do Pragi przyłączono także dzielnice Praga 6 i Praga 7. Jego kadencja zakończyła się w 1885. 
W 1895 nadano mu tytuł honorowego obywatela Pragi. Był dożywotnim członkiem Izby Panów. 
Jego synem był polityk i filantrop Vratislav Černý. 